# مانور والسالوا

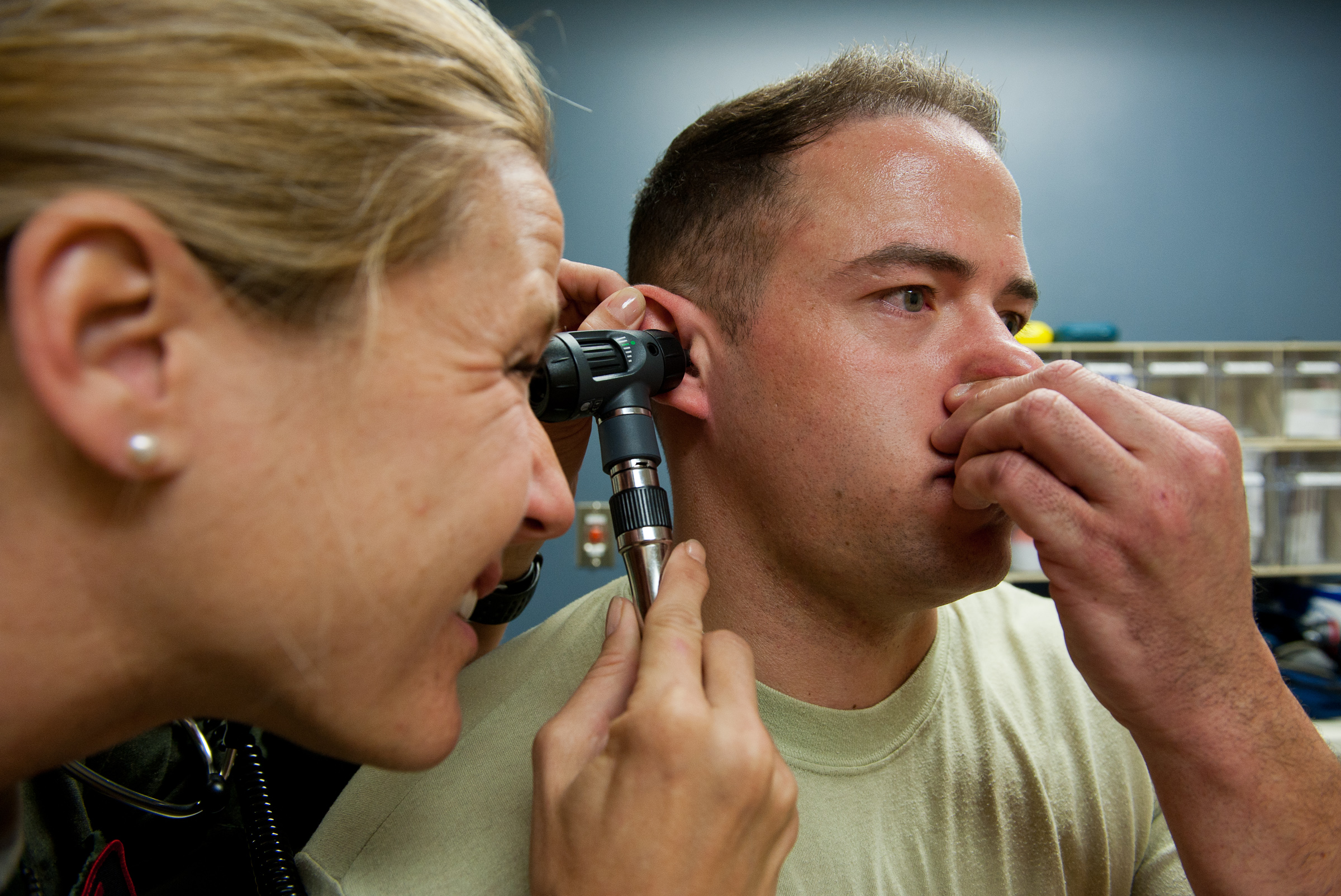
انجام مانور والسالوا برای مشاهده گوش توسط پزشک

مانور والسالوا (انگلیسی: Valsalva maneuver) زمانی اتفاق می‌افتد که فرد مجرای گلوی خود را ببندد (حبس نفس) و فشار درون شکمی و سینه را از طریق انقباض عضله‌های شکم و عضله‌های تنفسی افزایش دهد. استفاده از مانور والسالوا هنگام تمرینات مقاومتی شایع است، زیرا به ثابت نگه داشتن بالاتنه هنگام بلند کردن وزنه کمک می‌کند. اجتناب از مانور والسالوا در شدت‌های فراتر از ۸۵٪ یک تکرار بیشینه تقریباً غیرممکن است. وقتی والسالوا برانگیخته می‌شود، افزایش فشار خون به خودی خود بیش از افزایش آن هنگام فعالیت ورزشی مقاومتی به تنهایی است. این افزایش مضاعف به افزایش فشار درون سینه‌ای بر اثر مانور والسالوا بستگی دارد. در گذشته این وضعیت را بالقوه خطرناک می‌دانستند که بر همین اساس توصیه می‌شد از مانور والسالوا در هنگام بلند کردن وزنه پرهیز شود. در عوض بازدم تدریجی توصیه می‌شد؛ زیرا این کار پاسخ فشار خون را ۴۰ تا ۵۰ درصد پایین می‌آورد. با این وجود، پژوهش‌های جدید نشان می‌دهد بالا رفتن فشار درون سینه‌ای و افزایش بعدی فشارخون از گردش خون مغز محافظت می‌کند. کمتر بودن فشار درون رگی عروق مغزی هنگام اجرای فعالیت ورزشی مقاومتی با استفاده از مانور والسالوا هنگام بلند کردن وزنه فشار وارد بر دیواره‌های شریان مغزی را کاهش می‌دهد. به همین نحو بلند کردن با استفاده از مانور والسالوا، فشار دیواره‌ای پایان سیستولی بطن چپ را کاهش می‌دهد که این امر نشان می‌دهد این مانور عملاً بار وارد بر قلب را کاهش می‌دهد. در نتیجه استفاده از مانور والسالوا هنگام یک وهله فعالیت ورزشی مقاومتی آنگونه که قبلاً تصور می‌شد زیان بار نیست. با این بار این احتمال وجود دارد که به دریچه‌های قلب آسیب می‌رسانند. این مانور توسط پزشک ایتالیایی قرن هفدهم آنتونیو ماریا والسالوا توصیف شد.